# Cétirizine

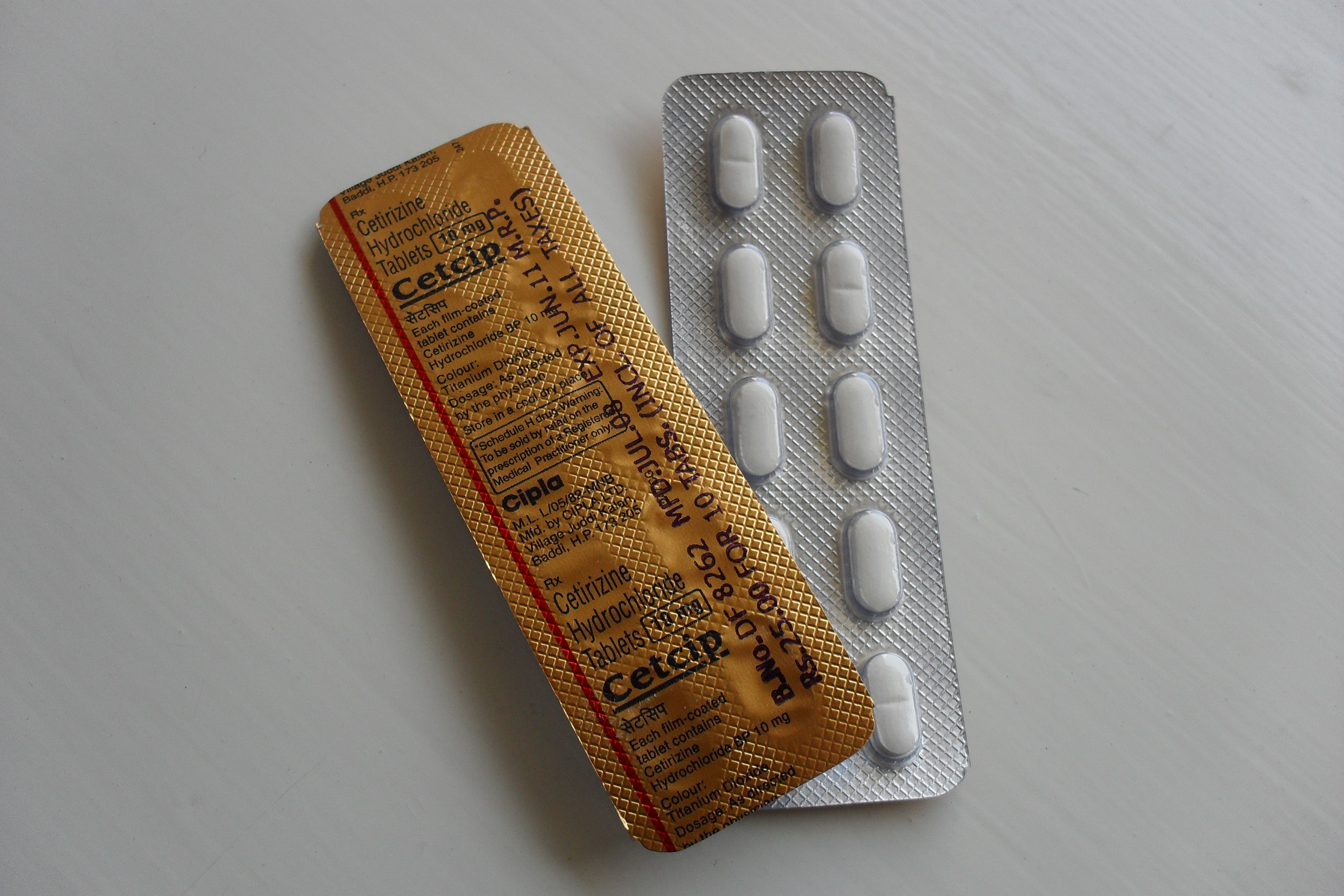
Comprimés de 10mg de cétirizine.

La cétirizine est un antihistaminique H1 de deuxième génération utilisé dans le traitement de l'allergie, du rhume des foins et de l'angiœdème. 
C'est une substance chimique de la famille des pipérazines, antagoniste de seconde génération des récepteurs H1 de l'histamine. Métabolite de l'hydroxyzine, elle possède des propriétés sédatives moindres que la molécule mère.
La cétirizine est une molécule chirale ; la lévocétirizine et la cétirizine ont toutes les deux un intérêt thérapeutique. La lévocétirizine a cependant une affinité deux fois supérieure à celle de la cétirizine (Ki = 6,3 nmol/l). Elle est commercialisée sous forme de dichlorhydrate de cétirizine. L'une et l'autre sont distribuées sous diverses spécialités, notamment sous forme de médicament générique.